# Tallusia vindobonensis
Tallusia vindobonensis là một loài nhện trong họ Linyphiidae.
Loài này thuộc chi Tallusia. Tallusia vindobonensis được Wladislaus Kulczynski miêu tả năm 1898.